# Age of Conan: Hyborian Adventures
Age of Conan: Hyborian Adventures är ett spel i MMORPG-genren som är utvecklat av Funcom och baserat på Robert E. Howards berättelser om Conan.

## Nya spelelement
1.Stridssystem
Age of Conans stridssystem anses av många vara det viktigaste av det nytänkande som förts in i spelet. Inom genren har de tekniska begränsningarna som kommer med att tusentals spelare är uppkopplade till samma serverkluster (se MMO) fått stridssystem att se bleka ut i jämförelse med singleplayerspel och multiplayerspel som bara har 2-64 spelare på samma server.
1.a Inga målsökande attacker
En standardlösning för stridssystem inom genren har varit att man som stridspilot låser fast sitt sikte vid en motståndare och attackerna blir som målsökande missiler. Istället fungerar det så att vid nära avstånd bestäms närstridsattackernas chans att träffa av statistik som figurerna har. Likadant fungerar projektilattacker och attacker med magi. Undantaget är så kallade AoE-attacker (Area of Effect), där alla motståndare inom ett visst område påverkas.
Age of Conan har delvis gått ifrån standardlösningen och varje gång närstridsvapen används skadas de motståndare som står i vägen för svärdet. Man kan beskriva det som att alla närstridsattacker är AoE-attacker, då de skadar de motståndare som är inom det område som vapnet når. Vapnets längd avgör hur långt anfallet når framför spelaren. Spjutvapen kan användas stående bakom medspelare och ändå skada motståndare. När en spelfigur blivit träffad av motståndarens vapen jämförs deras egenskaper, såsom exempelvis vapnets och rustningens styrka, vilket bestämmer mängden skada och procentuell chans att blockera eller undvika anfallet.
I spelet finns en mekanism att låsa fast siktet på en motståndare, men i närstrid påverkar detta inte vem som blir skadad. I närstrid har siktet i stället fått en annan funktion; information ges om hur skadad motståndaren är. Vid strid med avståndsvapen, som kastvapen, projektilvapen eller magi, fungerar siktet på traditionellt sätt.
1.b Kombinationsattacker
I Age of Conan finns element från bland annat fightspel på TV-spelkonsoler. I exempelvis Tekken-spelen vinner man mot sin motståndare genom att göra kombinationsattacker, och dessa byggs upp av olika knapptryck på handkontrollen. De första versionerna av Age of Conans stridssystem var i detta avseende en spegling av fightspelens system. Genom olika tangentkombinationer aktiveras kombinationsattacker. Dessa attacker ger, förutom att skada motståndare, olika tillfälliga bonusegenskaper till spelaren eller påverkar motståndaren negativt på något ytterligare sätt. Motsvarande möjligheter finns för försvar.
Från början fanns sex knappar att attackera motståndare med, vilka representerade sex olika vinklar att träffa motståndaren på. Efter feedback från betatestare omarbetade man stridssystemet för att göra det enklare att sätta sig in i. Det totala antalet anfallsvinklar ändrades till fem varav två introduceras för spelaren först senare i spelet. Kombinationsattackerna aktiveras inte längre av att datorn känner igen vilken kombination som byggs upp efter ett antal knapptryck. Istället har varje kombinationsattack en egen ikon som kan bindas till valfri tangent. Den tillfälliga bonusegenskapen ges vid attackens sista knapptryck såvida inte den sista delen missar motståndaren.
1.c Hästburen strid
I spelet kommer möjligheten finnas att inte bara äga en häst, noshörning eller mammut att rida omkring på, utan det kommer även att vara möjligt att strida från dess rygg. Noshörningar och mammutar kommer att själva stå för attackerna men i hästburen strid kommer spelaren att använda sitt vapen för att attackera motståndarna.
2. En 18+ åldersrekommendation på spelet
I den grafiska designen går man ifrån genrens standard med mindre verklighetstrogen grafisk stil och satsar på en mer naturtrogen artistisk stil vilket utvecklaren kallar magisk realism. Andra nya grafiska element är till exempel mycket blod, animationer där armar och huvuden huggs av och nakenhet.
3. Avancerat Quest-system med filmlika uppdragsdialoger
Funcom lovar ett uppdragssystem som är mer likt äventyrsspel där dialogerna med uppdragsgivarna är uppbyggda med olika svarsalternativ. Likaså spelas dialogerna upp på ett filmlikt vis där vissa figurer kommer att ha röster som röstskådespelare spelat in.
4. Man spelar delvis i singleplayer mellan nivå (level) 1 och 20.
Figurernas första tjugo nivåer kommer utspelas i en del av spelet där man kan växla mellan att spela singleplayer och multiplayer.
5. Mindre specialisering, alla klasser ska klara av närstrid
Spelets utvecklare har uttryckt att de vill gå ifrån alltför tydlig specialisering av klasser där man lätt hamnar i en enda roll som man tröttnar på. Varje figur ska kunna spelas på flera sätt där inte ett sätt är det tvungna. Det ska även vara en mindre skillnad mellan klassernas möjlighet till att överleva närstrid.
6. Helare sprejar helande magi och måste därmed vara nära striden.
I princip allt helande i spelet kommer handla om HoT (Healing over Time) vilket innebär att helaren sätter igång helandet på en medspelare som sedan helas lite i taget över en viss tidsperiod. De använder detta så att helaren får tid att göra annat än att hela. Detta är till skillnad från standardlösningen i genren, när man väljer en medspelare och helar den så fungerar vissa "spells" så att helaren måste sikta mot medspelare och sprejar helning inom en kon-formad ytan framför sig.
7. Spellweaving.
Magikerna i spelet ska kunna väva ihop olika besvärjelser som har olika effekter till mer komplicerad magi. Det ska även finnas en risk med detta, använder man för många besvärjelser kan man bli skadad.

## Evolutionerande MMO
Förutom de spelmekanismer som anses revolutionerande i Age of Conan finns också tydliga satsningar på att utveckla sådant andra spel tidigare tillfört genren.
1. Anpassning efter deltidsspelarna
Eftersom spel inom genren handlar om hur stora mängder spelare interagerar jämför även spelare sig mot varandra ständigt. Extra tydligt blir det i spel som har fokus på PvP där spelare tävlar mot varandra hela tiden. Olika spel är utformade så att de ger olika mycket fördelar till de som tillbringar mycket tid i spelet, risken är att spelare som inte kan lägga ner så mycket tid helt skräms bort.
Funcom har uttryckligen sagt att spelet även ska kunna spelas av personer som inte kan lägga ner så många timmar som många mmorpg-spelare gör. Uttrycken ”hardcore-” och ”casual gamers” översätts här med heltids- och deltidsspelare. Gränsen är dock flytande och av Funcom förväntas det av deltidsspelare att lägga ner 10-15 timmar per vecka för att räknas till deras definition och därmed ha en chans att tävla med andra spelare utan problem.
2. Belägringskrig och bygga städer
Spelet kommer att ha två olika former av belägringskrig där den ena utspelas i en PvE-miljö och den andra i en PvP-miljö. Gillen (guilds) har möjligheten att bygga en egen stad inom ett speciellt område där spelarna ska försöka samla resurser samtidigt som datorstyrda figurer bygger städer och anfaller spelarna. När gillet lyckats bygga en stad och uppgraderat denna till en viss nivå får det möjligheten att bygga en fästning (battlekeep) i ett annat område (border kingdoms) där det endast finns plats för nio fästningar för hela servern. Detta område lyder under PvP-regler där alla kan döda alla som inte är med i samma gille eller grupp.
3. Handelsyrken
Här har fokus lagts på att inte ha någon ”grinding”, utan systemet är byggt kring uppdrag (quests).
4. Åtskillnad mellan PvP- och PvE-utrustning i endgame
För att undvika en pvp-situation där utrustningen bestämmer vem som vinner utvecklas spelet så att utrustning ska ha mindre betydelse. Men PvE handlar mycket om att få bra utrustning så för att ha den delen kvar kommer PvE att belönas med bra utrustningar, men det kommer också att var möjligt att få tag på bra utrustningar för PvP utan att behöva hålla på med PvE raids.

## Spelbara folkslag
- Aquilonians
- Cimmerians
- Stygians

## Archetypes (arketyper)
I tidigare utvecklingsstadier av Age of Conan valde man inte klass då figuren skapades, man valde först en arketyp vid nivå 5 och sedan en slutgiltig klass vid nivå 20. I den nuvarande versionen av spelet väljer man dock både arketyp och klass då figuren skapas även om man gradvis blir introducerad till de delar som karakteriserar de olika klasserna.
Priest
- Priest of Mitra
- Tempest of Set
- Bear Shaman

Soldier
- Conqueror
- Dark Templar
- Guardian

Rogue
- Barbarian
- Ranger
- Assassin

Mage
- Herald of Xotli
- Demonologist
- Necromancer